# 四方帽之約
《四方帽之約》是香港女子偶像組合Lolly Talk的第六首單曲，第五首派台歌曲，也是正式出道一週年紀念作品，亦是該組合2023年第三首派台歌曲，於2023年7月28日發行。

## 背景
Lolly Talk於2023年初相繼推出歌曲《七姊妹星團》及《一把火》後，計劃於成軍一周年時推出新歌。成員吳倩怡把成軍一周年以畢業禮作為主題來創作歌曲，而其他成員聽過此曲的樣本後，亦感覺此曲有校園畢業歌的回憶。2023年7月11日，Lolly Talk於一周年見面會首次演出歌曲《四方帽之約》。

## 音樂錄像
《四方帽之約》MV於台北大稻埕碼頭貨櫃市集、迪化街、國立臺灣博物館鐵道部園區、榕錦時光生活園區等景點拍攝，Lolly Talk八位成員穿着台灣高中繡上名字的校服，ERROR成員郭嘉駿亦有份參與拍攝。

## 派台成績
叱咤903專業推介 走勢
合共上榜3周。
| 周次             | 第34周  | 第35周 | 第36周 | 備註 |
| ---------------- | ------- | ------ | ------ | ---- |
| 放榜日期         | 8月26日 | 9月2日 | 9月9日 |      |
| 榜上位置         | 16      | 5      | 15     |      |
| 非官方播放率統計 | 8       | 13     | 9      | 30次 |

RTHK中文歌曲龍虎榜 走勢
合共上榜5周。
| 周次     | 第35周 | 第36周 | 第37周  | 第38周  | 第39周  |
| -------- | ------ | ------ | ------- | ------- | ------- |
| 放榜日期 | 9月2日 | 9月9日 | 9月16日 | 9月23日 | 9月30日 |
| 榜上位置 | 19     | 6      | 9       | 3       | 8       |

新城知訊台勁爆本地榜 走勢
合共上榜2周。
| 周次     | 第36周 | 第37周  |
| -------- | ------ | ------- |
| 放榜日期 | 9月9日 | 9月16日 |
| 榜上位置 | 11     | 4       |

## 外部連結
- YouTube上的《四方帽之約》MV （页面存档备份，存于）